# Mérei Adolf
Mérei Adolf, született Merkl Adolf (Hatvan, 1877. február 7. – Budapest, 1918. március 12.) író, műfordító, rendező, színházigazgató.

## Életpályája
Merkl Adolf és Seidl Janka fia. Kezdetben újságíró volt. 1901-től a Pesti Magyar Színház művészeti titkára volt. 1903–1907 között a Pesti Magyar Színház és a Király Színház titkára és rendezője volt. Ezután a Népszínház–Vígoperához került. 1909–1911 között a Royal Orfeumban főrendezőként dolgozott. 1911-ben a Népopera alapító rendezője volt. 1915-ben a Télikert művészeti vezetője lett. A Kristálypalotát is vezette.
Kétszer nősült. 1901. június 1-én házasságot kötött Budapesten Garfunkl Ernesztina énekesnővel. 1911-ben elváltak. 1911. március 16-án ismét megházasodott. Második felesége Ujfalusi Rozália volt.
Sírja a Farkasréti temetőben található, ahol özvegye második férjével, a mártírhalált halt Kemény Simonnal együtt nyugszik. 

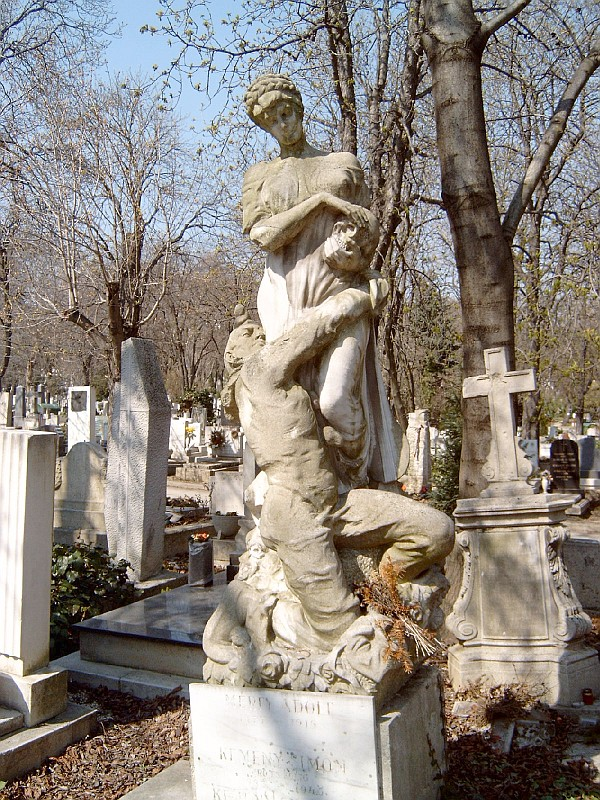
Sírja a Farkasréti temetőben (1-1-355/356). Alkotó: Finta Sándor, 1918

## Színházi munkái
A Színházi Adattárban regisztrált bemutatóinak száma: szerzőként: 5; fordítóként: 86; dalszövegíróként: 5.

### Szerzőként

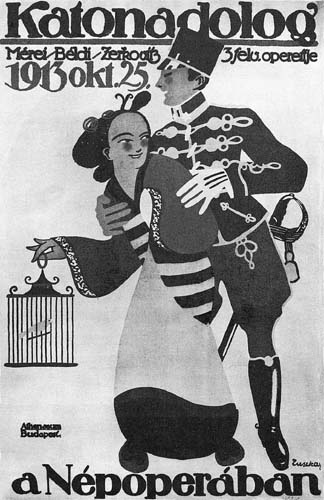
A Katonadolog című operett Népoperai bemutatójának plakátja

- Kukorica Jónás (1905)
- Katonadolog (1914)

- Vörös ördögök (1914)
- Marci (1916)
- Ujjé, a Ligetben... (1968)

### Műfordítóként
- Léon: A drótostót (1903, 1914, 1916)
- Wilhelm-Lindau: A tavasz (1903, 1910-1911, 1918)
- Ordonneau: Sherry (1904)
- Krenn-Lindau: Svihákok (1904)
- Landesberg-Stein: Huszárvér (1905)
- Hennequin-Bilhaud: A szobalány (1905)
- Ordonneau: Fecskefészek (1905, 1927)
- Tanner-Murray: A postás fiú (1905)
- Léon: A koldusgróf (1906, 1910, 1929)
- Léon-Stein: A víg özvegy (1906-1907, 1916-1917, 1922, 1942, 1947, 1957, 1959-1960, 1965, 1967-1968, 1973, 1975-1977, 1980-1981, 1986, 1990, 1993, 1995, 2001, 2003, 2005, 2010-2011, 2013)
- Sardou: A dancigi hercegnő (1906)
- Lindau: Milliárdos kisasszony (1906, 1910, 1913, 1930)
- Ordonneau: A cserelányok (1907)
- Ordonneau: Csepűrágók (1907)
- Rideamus: A víg Niebelungok (1907)
- Dörmann-Jacobson: A varázskeringő (1907, 1911, 1915)
- Jourda: A szerencsemalac (1908)
- Sterk: Fuzsitus kisasszony (1908)
- Bauer: Három feleség (1908)
- Steivuson: Az öngyilkosok klubja (1909)
- Zapolska: Hanka (1909)
- Dörmann-Altmann: Fiú vagy lány? (1909)
- Stein-Lindau: Színészvér (1909)
- Stein: Vera Violetta (1909, 1916)
- Buchbinder: A muzsikulány (1910)
- Hennequin-Veber: Csitulj, szívem (1911)
- Wilhelm: Cigányország (1911)
- Mars-Desvallieres: Ártatlan Zsuzsi (1911, 1914)
- Stein-Lindau: Az asszonyfaló (1912)
- Bodansky-Willner: Éva (1912, 1936)
- Buchbinder: Tengerész Kató (1912)
- Bernauer-Welisch: A kedves Augustin (1913)
- Brammer-Grünwald: Budagyöngye (1913, 1916)
- Brammer-Grünwald: A nevető férj (1913)
- Okonkowsky: A mozitündér (1915)
- Armont-Nancey: Az éjjeliőr (1915)

### Dalszövegíróként
- Stone: Lotti ezredesei (1908)
- Zerkovitz Béla: Aranyeső (1916)
- Heltai Jenő: Tündérlaki lányok (1981)
- Rátonyi Róbert: Operett kongresszus (1985)
- Lehár Ferenc: Víg özvegy (2001)

## Drámái
- Gotterhalte (1903)
- Toldi (1903)
- Csak tréfa (Verő Gy.-gyel, 1904)
- A sátán kutyája (Arthur Conan Doyle nyomán, 1907)

## Librettói
- Tilos a bemenet! (zene: Huszka J., 1899)
- A századik menyasszony (zene: Barna I., Vágó G.-val, 1907)
- Gyerünk csak! (zene: Zerkovitz B., Barna I., Béldi I.-ral, 1913)
- Kriszhindli (zene: Barna I., Faragó J.-vel, 1914)

## Filmjei
- Simon Judit (1915)
- Az alvajáró (1915)
- A hadtestparancsnok (1916)
- A szobalány (1916)
- Soha többé, mindörökké (1916)